# Nikolai Nikolajewitsch Krassowski

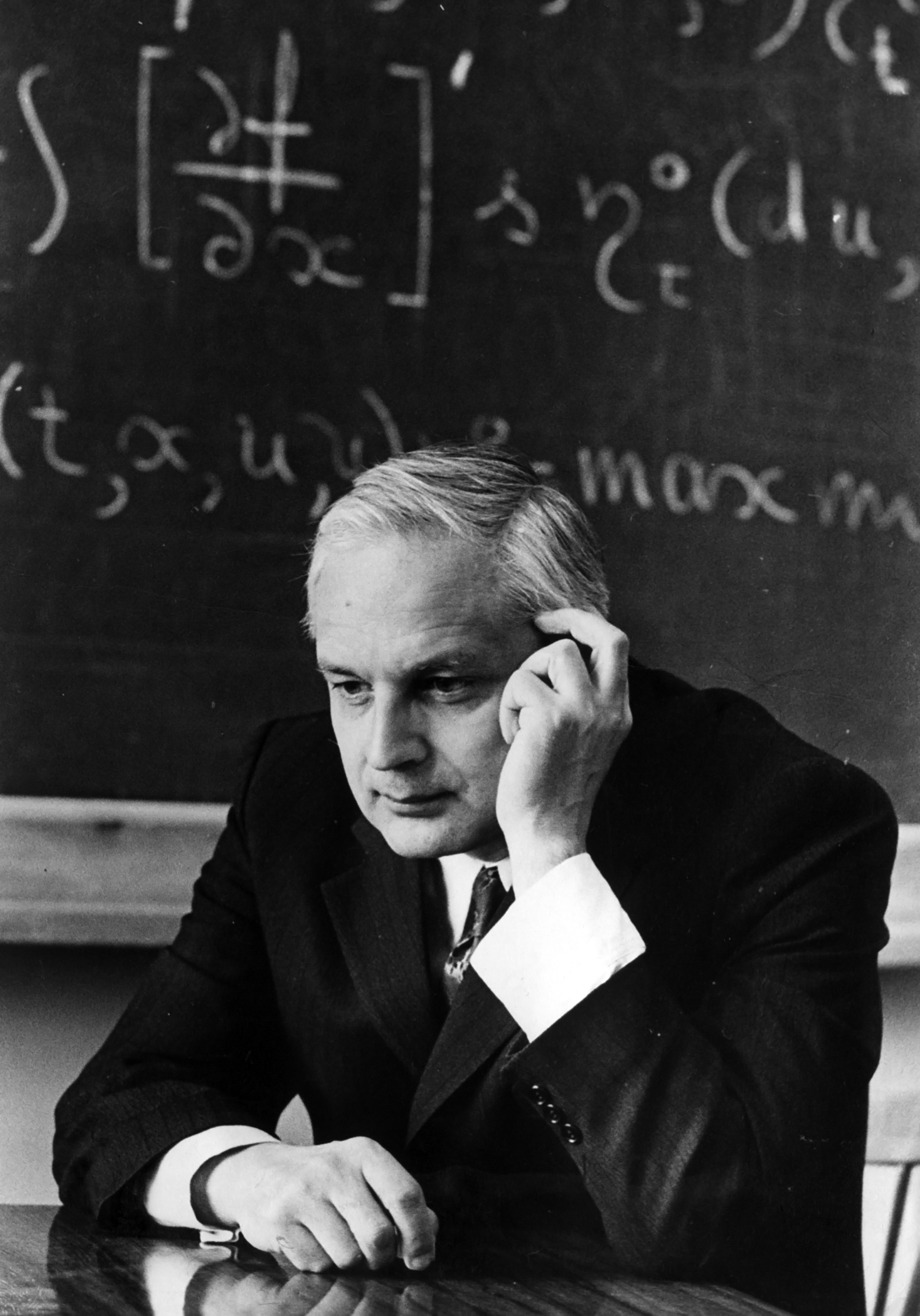
Nikolai Nikolajewitsch Krassowski

Nikolai Nikolajewitsch Krassowski (russisch Николай Николаевич Красовский; * 7. September 1924 in Jekaterinburg; † 4. April 2012 ebenda) war ein russischer Mathematiker und Hochschullehrer.

## Leben
Krassowski, Sohn eines stadtbekannten Arztes, arbeitete nach dem Schulabschluss als Elektromonteur im Ordschonikidse-Werk. Er studierte in Swerdlowsk am Polytechnischen Institut des Urals (UPI) mit Abschluss 1949 mit Auszeichnung. Anschließend lehrte er dort. 1954 wurde er Mitglied der KPdSU. Im gleichen Jahr wurde er zum Kandidaten und 1957 zum Doktor der physikalisch-mathematischen Wissenschaften promoviert. 1958 wurde er Leiter des Lehrstuhls für Höhere Mathematik.
Ab 1959 leitete Krassowski in der Mathematik-Mechanik-Fakultät der Ural-Universität (UrGU) in Swerdlowsk den Lehrstuhl für Theoretische Mechanik mit Ernennung zum Professor, ab 1961 den Lehrstuhl für Computer-Mathematik und ab 1965 den Lehrstuhl für Angewandte Mathematik. 1963 erschien Joel Lee Brenners Übersetzung eines Buchs von Krassowski.
Neben seiner Lehrtätigkeit arbeitete Krassowski ab 1963 in dem von Sergei Borissowitsch Stetschkin 1956 in Swerdlowsk gegründeten Institut für Mathematik und Mechanik (IMM) der Ural-Abteilung der Akademie der Wissenschaften der UdSSR (AN-SSSR) mit Förderung durch Iwan Matwejewitsch Winogradow und Mstislaw Wsewolodowitsch Keldysch. 1964 wurde Krassowski Korrespondierendes Mitglied der AN-SSSR und 1968 Wirkliches Mitglied. 1970 wurde er Direktor des IMM (bis 1977).
Krassowskis Lehrer waren Jewgeni Alexejewitsch Barbaschin, Joel Giljewitsch Malkin und Nikolai Gurjewitsch Tschetajew. Seine Arbeitsschwerpunkte waren die mathematische Kontrolltheorie, die Theorie der Dynamischen Systeme und die Spieltheorie. Zusammen mit seinem Sohn Andrei Nikolajewitsch Krassowski verfasste er ein Buch über Kontrolltheorie. Das Krassowski-LaSalle-Theorem ist ein Kriterium für die asymptotische Stabilität eines dynamischen Systems als Erweiterung des Ljapunow-Kriteriums. Krassowski gehörte zu den Entwicklern der Theorie der optimalen Steuerung. Unter Benutzung der Methoden der Funktionalanalysis erarbeitete er eine eigene Theorie und formulierte notwendige und hinreichende Bedingungen für optimale Lösungen. Zusammen mit Andrei Ismailowitsch Subbotin stellte er den Übergang von der optimalen Steuerung zur Spieltheorie her (Differentialspiele) und veröffentlichte mit ihm darüber zwei Bücher. Zu Krassowskis Schülern gehörten neben Subbotin und Nina Subbotina Juri Sergejewitsch Ossipow, Alexander Borissowitsch Kurschanski, Wladimir Jewgenjewitsch Tretjakow und Wladimir Nikolajewitsch Uschakow.
Krassowski wurde auf dem Schirokoretschenskoje-Friedhof an der Allee der Ehrenbürger der Stadt in Jekaterinburg begraben. Die Computer-Schule der Ural-Universität trägt Krassowskis Namen. 2013 wurde der Krassowski-Preis für Schüler unter 15 Jahren gestiftet, die bei den allrussischen Informatik-Olympiaden die meisten Punkte erreichten.

## Ehrungen, Preise, Mitgliedschaften
- Orden des Roten Banners der Arbeit (1961)
- Leninorden (1967, 1974)
- Eingeladener Sprecher auf dem Internationalen Mathematikerkongress in Nizza 1970 (Extremal strategies in a differential game)
- Held der sozialistischen Arbeit (1974)[2]
- Leninpreis (1976) zusammen mit A. B. Kurschanski, J. S. Ossipow und A. I. Subbotin für ihre Arbeiten zur mathematischen Kontrolltheorie
- Orden der Oktoberrevolution (1984)
- Staatspreis der UdSSR (1984)
- ausländisches Mitglied der Ungarischen Akademie der Wissenschaften (1988)
- Ljapunow-Goldmedaille der RAN (1992)
- Ehrendoktor des UPI (1994)
- Lomonossow-Goldmedaille (1996)
- Demidow-Preis (1996)
- Ehrenprofessor der Ural-Universität (1996)
- Verdienstorden für das Vaterland III. Klasse (1999), II. Klasse (2004)
- Wonsowski-Goldmedaille der Ural-Abteilung der RAN (2003)[2]
- IEEE Control Systems Award (2003) for pioneering contributions to the theories of stability, control, and differential games[9]
- Preis der Stiftung zur Förderung der Wissenschaft in der Kategorie Hervorragende Wissenschaftler (2006)
- Isaac-Auszeichnung (2006) zusammen mit Wendell Fleming
- Ehrenbürger Jekaterinburgs
- Ehrenbürger der Oblast Swerdlowsk